# SOL (Computerspiel)
SOL ist das älteste persistente Massive-Multiplayer-Browserspiel der Welt. Es ist eine Science-Fiction-Wirtschaftssimulation die Warenkreisläufe, Handel und Kriege auf Planeten abbildet.
Es gab bereits vor SOL Browserspiele, die jedoch entweder persistent (speichern des persönlichen Spielfortschritts) oder auf Interaktion (z. B. Stellar Crisis) zwischen den Spielern ausgelegt waren. Zur gleichen Zeit gab es Postspiele, die zwar persistent und auch mehrspieler-fähig waren, jedoch musste man zur Zugabgabe eine Postkarte oder Diskette an die Spielleitung schicken. Die dritte Spielvariante waren MUDs, die als einzige echte MMOGs, jedoch rein textbasiert und fast immer Adventures waren.
SOL war das erste Spiel, das persistent, grafisch, massiv-mehrspieler-fähig und per Browser bedienbar war und die Konzepte der Postspiele mit sofortiger Interaktion zwischen den Spielern vereint hat. Viele heutige Browserspiele bedienen sich ähnlicher Konzepte.

## Spielprinzip
Jeder Spieler stellt einen Imperator dar, der auf einem isolierten Planeten seine Karriere beginnt. Zu Beginn des Spiels bekommt der angehende Imperator einen Planeten, den er nach seinen Wünschen ausbauen kann. Er hat abhängig von seiner Entwicklungsstufe eine bestimmte Anzahl von Reports pro Tag zur Verfügung, um die Warenproduktion eigener Kolonien voranzutreiben. Der Imperator kann also in Ruhe seine Neubauten planen und in Auftrag geben, bevor er einen Report auslöst. Neuere Browserspiele treiben die Produktion in Realzeit voran, es gibt dort keine Reports, die der Spieler bei Bedarf abrufen muss.
Sobald die Wirtschaft des Planeten bestimmten Anforderungen genügt, steigt das Imperium eine Stufe (Level) auf und es stehen neue und bessere Gebäude zur Verfügung. Ab Level 5 können Raumschiffe gebaut werden, um zu anderen Planeten zu fliegen und dort eine Kolonie zu gründen oder mit den dortigen Bewohnern zu handeln oder Krieg zu führen. Allerdings ist ab Level 5 auch der eigene Planet angreifbar.
Das Spiel endet für den Imperator, wenn das Imperium Stufe 11 erreicht. Jedoch vermeiden die meisten Imperatoren es auf Stufe 11 aufzusteigen, um ihr Imperium beliebig lange weiterspielen zu können. SOL kennt im Gegensatz zu anderen Onlinespielen keine Resets, das Soliversum ist seit seinem Beginn persistent.
In neueren Browserspielen bekommt der Spieler bessere Gebäude und Raumschiffe meist durch Erforschung verschiedener Wissenschaftszweige, dem sogenannten Techtree.

## Geschichte
Die Programmierung an SOL begann bereits 1992 in Hamburg. Es sollte ein Klon des damals populären Strategiespiels Dune II – Kampf um Arrakis für NeXTstep werden.
Mit Erscheinen der ersten grafikfähigen Webbrowser 1993 kamen die Entwickler auf die Idee, SOL so zu ändern, dass statt nur zweien, tausende von Spielern gleichzeitig gegeneinander spielen können. Da HTML nicht echtzeitfähig war, wurde ein großer Teil des ursprünglichen Spielkonzeptes verworfen und durch ein rundenbasiertes Reportsystem ersetzt. Es ging nun mehr darum einen funktionierenden Wirtschaftskreislauf aufzubauen.
Seit SOL im September 1995 online ging, wird auf grafischen Planetenoberflächen gespielt, auf die man Häuser und Fahrzeuge stellen kann.

## Rezeption
SOL gilt als das erste Langzeit-Browserspiel. Es ging 1995 in einer deutschen und einer englischen Version online. SOL wurde nach über zehn Jahren noch von über 4000 Spielern gespielt und hatte im Oktober 2010 6569 sogenannte Emperor (Imperator) auf 5777 verschiedenen Sonnensystemen.